# Femke Dekker
Femke Dekker (Leiderdorp, 11 luglio 1979) è una canottiera olandese, vincitrice della medaglia d'argento nell'8 con alle Olimpiadi di Pechino 2008.

## Palmarès
- Olimpiadi

Pechino 2008: argento nell'8 con.
- Campionati del mondo di canottaggio

2001 - Lucerna: bronzo nel 4 senza.
2005 - Kaizu: bronzo nell'8 con.
2009 - Poznań: oro nel 4 senza e bronzo nell'8 con.
2010 - Cambridge: oro nel 4 senza.
2011 - Bled: bronzo nel 4 senza.